# Joan-Pere Sunyer
Joan-Pere Sunyer, o Joan Pere Sunyer (Clairà, 1943) és un poeta nord-català. Va ser col·laborador de Ràdio Arrels, on durant cinc anys va dirigir el programa de poesia diària Instants Poètics, dins del programa conduït per en Berenguer Ballester, més conegut com a Bringuet, 'Ràdio Matins'. Escriu en català des del 1965. Des del 1997 ha exposat, en diferents indrets de la Catalunya Nord, també a Girona (Fundació Valvi, abril-maig del 2007) els seus Poemes tridimensionals. Ha actuat en lectures de poesia i recitals poètics. Amb el músic Maties Mazarico i el comediant Michel Picod va participar en les 31es Nits de Cançó i Música d'Eus Arxivat 2021-05-12 a Wayback Machine. l'onze de setembre del 2010. Va passar molts anys com a mestre d'escola i adjunt del batlle d'una vila prop de París. Durant aquest temps va participar en un grup de recerca i acció lingüística sobre la didàctica de la producció de textos, treballs publicats amb el títol de Former des enfants producteurs de texte, amb el Groupe de Recherche d'Écouen (Hachette, 1988).
Ha publicat, entre altres coses, el recull poètic Instants (Girona: CCG Edicions, 2004), amb prefaci de Jordi Pere Cerdà i il·lustració de coberta de Jordi Rodríguez-Amat i el recull  12 fotografies instantànies amb la relligadora d'art Mireia Prats (Prada:autoedició, 2010).